# 木村半兵衛
3代木村 半兵衛（きむら はんべえ、1833年（天保4年） - 1886年（明治19年））は、明治時代の実業家。
木村家の初代木村半兵衛は優秀な実業家であったのでこの名前は4代目まで引き継がれた。ここでは両毛鉄道（現両毛線）の敷設にあたって、大きな功績があった3代目木村半兵衛を扱う。

## 略歴
武蔵国児玉郡本庄宿（現埼玉県本庄市）の名主・内田忠造の息子として生まれる。木村家の木村平七の養子となり、織物の買継商を営み、両毛地区一帯の織物を扱う豪商となる。
1856年（安政3年）11月に長男・勇三（のち4代目木村半兵衛）が生まれた記念として、1861年（文久元年）には、貧困者に500両の寄付を行った。また「御橋再建寄付連名碑」に発起人総代35両寄進の名が残る。
また、尊皇思想であり、志を同じくする維新志士たちに援助を行った。
明治に入ってからは小俣小学校（現足利市立小俣小学校）創立にも私財を投入し、川上広樹を校長として足利郡の教育に尽くした。
1877年（明治10年）の西南戦争では戦争特需により事業を拡大し、半兵衛の扱う金額は40万両以上にも達した。この年には外国への織物輸出も行うようになり、フランス製ジャガード紋織機を輸入し1882年（明治15年）以降事業は更に拡大された。
1879年（明治12年）、第1回栃木県会に推薦され、栃木県会議員となる。同年、栃木町第四十一国立銀行頭取となる。
晩年の1882年（明治15年）には日本鉄道に貢献、1886年（明治19年）には両毛鉄道（現両毛線）の敷設に貢献した。